# شخصیت ورزشی سال آلمان
شخصیتِ ورزشیِ سالِ آلمان به طور سالانه از سال ۱۹۴۷ میلادی از میانِ ورزشکارانِ مرد و زنِ کشور آلمان برگزیده می‌شود.در سال ۲۰۱۴  در بخش تیمی تیم ملی فوتبال آلمان به دلیل قهرمانی در جام جهانی در این سال همچنین در بخش انفرادی این تیم رابرت هارتینگ در رشته دو و میدانی و ماریا هوفل-رایش در رشتهٔ اسکی جوایز این دوره را از آن خود کردند.

## رکوردداران
رکورددارانِ این فهرست، بازیکن تنیس اشتفی گراف با ۵ جایزه، شناگر میشائل گروس، بازیکن تنیس بوریس بکر و ورزشکار پرش ارتفاع اولریکه میوفارت هستند که هریک ۴ بار به عنوانِ شخصیتِ ورزشیِ سال انتخاب شده‌اند.

## تیمِ ورزشیِ سال آلمان
از سال ۱۹۵۷ بخشی با عنوان تیمِ ورزشیِ سال آلمان که توسط روزنامه‌نگاران ورزشی انتخاب می‌شود نیز به آن اضافه شده است. در آلمان شرقی نیز مراسم سالانه‌ای برای انتخاب بهترین ورزشکاران زن و مردِ سال، از سالِ ۱۹۵۳ تا ۱۹۸۹ میلادی برگزار می‌شد که توسط خوانندگان روزنامهٔ یونگ ولت انتخاب می‌شدند. پس از سال ۱۹۹۰ میلادی و اتحاد آلمان هر دوی این مراسم در هم ادغام شدند.

## آلمان شرقی
| سال  | مردان             | زنان             |
| ---- | ----------------- | ---------------- |
| ۱۹۵۳ | گوستاو آدولف شور  |                  |
| ۱۹۵۴ | گوستاو آدولف شور  |                  |
| ۱۹۵۵ | گوستاو آدولف شور  |                  |
| ۱۹۵۶ | گوستاو آدولف شور  |                  |
| ۱۹۵۷ | گوستاو آدولف شور  |                  |
| ۱۹۵۸ | گوستاو آدولف شور  | کارین بیر        |
| ۱۹۵۹ | گوستاو آدولف شور  | گیزلا بیرکه‌مایر  |
| ۱۹۶۰ | گوستاو آدولف شور  | اینگرید کرمر     |
| ۱۹۶۱ | گوستاو آدولف شور  | Ute Starke       |
| ۱۹۶۲ | Helmut Recknagel  | اینگرید کرمر     |
| ۱۹۶۳ | کلاوس امپلر       | اینگرید کرمر     |
| ۱۹۶۴ | کلاوس اوربانسژیک  | اینگرید کرمر     |
| ۱۹۶۵ | یورگن می          | Hannelore Suppe  |
| ۱۹۶۶ | فرانک ویگاند      | گابریله سیفقت    |
| ۱۹۶۷ | رولند ماتس        | کارین بوتنر-یانز |
| ۱۹۶۸ | رولند ماتس        | مارگاریتا گومل   |
| ۱۹۶۹ | رولند ماتس        | پترا وت          |
| ۱۹۷۰ | رولند ماتس        | اریکا زوخولد     |
| ۱۹۷۱ | رولند ماتس        | کارین بلزر       |
| ۱۹۷۲ | ولفگانگ نوردویگ   | کارین بوتنر-یانز |
| ۱۹۷۳ | رولند ماتس        | کورنلیا اندر     |
| ۱۹۷۴ | هانس-گورگ آشنباخ  | کورنلیا اندر     |
| ۱۹۷۵ | رولند ماتس        | کورنلیا اندر     |
| ۱۹۷۶ | والدمار سیرپینسکی | کورنلیا اندر     |
| ۱۹۷۷ | رولف بیلشمیت      | رزماری آکرمان    |
| ۱۹۷۸ | اودو بیر          | ماریتا کخ        |
| ۱۹۷۹ | برند دروگان       | ماریتا کخ        |
| ۱۹۸۰ | والدمار سیرپینسکی | ماکسی ناوک       |
| ۱۹۸۱ | لوتار توماس       | اوته گونیگر      |
| ۱۹۸۲ | برند دروگان       | ماریتا کخ        |
| ۱۹۸۳ | او راب            | ماریتا کخ        |
| ۱۹۸۴ | او هن             | کاترینا ویت      |
| ۱۹۸۵ | ینس وایسفلوگ      | ماریتا کخ        |
| ۱۹۸۶ | اولاف لودویگ      | هایکه درشلر      |
| ۱۹۸۷ | تورستن ووس        | سیلکه مولر       |
| ۱۹۸۸ | اولاف لودویگ      | کریستین اوتو     |
| ۱۹۸۹ | آندریاس ویکر      | کریستین اوتو     |